# Agatha Award
Agatha Award – amerykańska nagroda literacka ustanowiona w 1989 przez organizację non-profit – Malice Domestic Ltd., przyznawana autorom powieści kryminalnych i sensacyjnych, napisanych według klasycznych metod tworzenia tego rodzaju utworów, na przykładzie twórczości Agathy Christie. Została nazwana imieniem Agathy Christie, najlepiej sprzedającej się autorki powieści kryminalnych w historii literatury.
Na corocznych konwentach w Waszyngtonie, Agatha Award jest przyznawana w pięciu kategoriach głównych: najlepsza powieść, najlepszy debiut, najlepsze opowiadanie, najlepsza literatura faktu, najlepsza powieść dla dzieci i młodzieży, oraz dwu specjalnych: Malice Domestic Award for Lifetime Achievement i Malice Domestic Poirot Award.